# Шпак, Александр (тяжелоатлет)
Александр Шпак (рум. Alexandru Şpac; род. 22 ноября 1989 или 21 ноября 1989) — молдавский тяжелоатлет, участник Олимпийских игр, бронзовый призёр чемпионата Европы. Выступает в весовой категории до 77 килограммов.

## Биография
Родился 21 ноября 1989 года.

## Карьера
До 2011 года принимал участие в весовой категории до 69 килограммов. Первым его крупным турниром стал чемпионат Европы в 2009 году в Бухаресте. Он занял одиннадцатое место, подняв в сумме 288 килограммов. Спустя год он уже стал четвёртым на этом турнире.
В 2009 и 2010 годах участвовал в молодёжных чемпионатах Европы, заняв четвёртое и второе места, соответственно.
В 2012 году он впервые выиграл медаль международного чемпионата, став бронзовым призёром чемпионата Европы в Кепезе. Его суммарный результат равен 330 килограммам. Этот чемпионат стал первым турниром для Шпака после смены весовой категории на 77 кг.
Завоевал серебряную медаль на чемпионате Европы 2013 года в Тиране, но в ноябре был дисквалифицирован за применение стимулирующих веществ. Он также был отстранён от соревнований до апреля 2015 года.
На чемпионате мира 2015 и чемпионате Европы 2016 он стал девятым. На Олимпиаде в Рио-де-Жанейро в категории до 77 килограммов Шпак занял пятое место, показав лучший свой результат — 347 килограммов в сумме.
Выступал на чемпионате Европы 2017 года, однако затем «провалил» допинг-тест и был дисквалифицирован на два года за применение дигидрохлорметил-тестостерона.